# Centre Marxista Revolucionari Internacional
El Centre Marxista Revolucionari Internacional (també conegut com "el Buró de Londres" o la "Lliga Obrera Internacional") va ser una associació internacional de partits socialistes d'esquerra. Els partits membres van rebutjar tant la socialdemocràcia com la tercera internacional controlada per Stalin.

## Història de l'organització
El CMRI es va formar el 1932, després d'una controvertida reunió en la Conferència de la Internacional Obrera i Socialista a Viena el 1931. El CMRI era conegut per diversos noms. Inicialment va ser denominat com a Comitè de Partits Socialistes Revolucionaris Independents i més tard com a Buró Internacional de la Unitat Socialista Revolucionària, encara que en aquell moment era conegut simplement com el Buró de Londres (anomenat per alguns com la 3 1/2 internacional, en analogia amb l'antiga 2½ Internacional de 1921-1923), encara que la seva seu central va ser traslladada de Londres a París el 1939 (ja que a més de la direcció de la secció francesa, el comitè central de cinc altres partits exiliats es trobava en aquesta ciutat). La seva joventut es va organitzar en l'Oficina Internacional d'Organitzacions de la Joventut Revolucionària.
Durant un període, el CMRI va estar a prop del moviment trotskista i de l'Oposició d'Esquerra Internacional. A principis dels anys trenta, Lev Trotski i els seus partidaris creien que la influència d'Stalin sobre la Tercera Internacional encara es podia combatre des de dins i de manera progressiva. Es van organitzar a l'Oposició d'Esquerra el 1930, que es volia constituir com un grup de dissidents antistalinistes dins de la Tercera Internacional. Els partidaris d'Stalin, que dominaven la Internacional, ja no tolerarien la dissidència. Tots els trotskistes i els sospitosos de ser influenciats pel trotskisme van ser expulsats.
Trotski afirmava que les polítiques del Comintern del tercer període havien contribuït a l'ascens i triomf d'Adolf Hitler a Alemanya, i que al seu torn una política de front popular (amb l'objectiu d'unir totes les forces ostensiblement antifeixistes) va sembrar il·lusions en el reformisme i el pacifisme. El 1935 va afirmar que la Komintern havia caigut irremeiablement en mans de la burocràcia stalinista. Ell i els seus partidaris, expulsats de la Tercera Internacional, van participar en una conferència de l'Oficina de Londres. Tres d'aquests partits es van unir a l'Oposició d'Esquerra Internacional per signar un document redactat per Trotsky que demanava una Quarta Internacional, que va ser conegut com la "Declaració dels Quatre". Dos partits es van distanciar de l'acord, però el Partit Socialista Revolucionari Holandès va treballar amb l'Oposició d'Esquerra Internacional per a declarar la IV Internacional.
La secció espanyola (Bloc Obrer i Camperol) es va fusionar amb la secció espanyola de l'Oposició d'Esquerra, la minúscula Esquerra Comunista d'Andreu Nin, formant el Partit Obrer d'Unificació Marxista (POUM). Trotski, que emetia un discurs unidireccional sense entendre gaire cosa de la realitat espanyola, va afirmar que la fusió era una capitulació front al centrisme. El Partit Socialista dels Treballadors d'Alemanya, escissió d'esquerres del Partit Socialdemòcrata d'Alemanya, fundat el 1931, va cooperar breument amb l'Oposició d'Esquerra Internacional l'any 1933, però va abandonar aviat la crida verbal a una nova internacional.
La secretaria del Centre Internacional va recaure en el Partit Laborista Independent Britànic (ILP) durant tot el temps que va durar el CMRI excepte un dels vuit anys que van de 1932 a 1940. Fenner Brockway, líder de l'ILP, va ser president de l'Oficina durant la major part d'aquest període, mentre que el 1939, Julian Gorkin del POUM es va convertir en el seu secretari. En aquest moment, la Mesa tenia partits membres en més de 20 països, inclosos els Països Baixos, Àustria, Txecoslovàquia, Estats Units i Palestina.

## Partits membres
- Alemanya - Partit Socialista dels Treballadors d'Alemanya (SAPD) (des de 1932 a 1938)
- Alemanya - Partit Comunista d'Alemany (Oposició) (KP(O)) (des de 1939, observador, no afiliat)
- Alemanya - Lliga Lenin (des de 1933 a 1935)
- Alemanya - Marxistes-Internationalistes (des de 1939)
- Alemanya - Neuer Weg (facció d'oposició dins del SAPD) (des de 1938)
- Alemanya - Spark (1938)
- Àustria - Front Roig (1935, unit al Partit Socialista Revolucionari d'Àustria)
- Bulgària - Partit Socialista Unificat (des de 1932 fins 1936, es va perdre el contacte)
- França - Grups d'Obrers Units (des de 1935 fins 1936)
- França - Partit d'Unitat Proletària (PUP) (des de 1933)
- França - Partit Socialista Obrer i Camperol (PSOP) (a partir de la seva creació el 1938)
- Grècia - Partit Comunista Archio-Marxista de Grècia (ΚΑΚΕ) (des de 1938)
- Itàlia - Partit Socialista Italià (maximalista) (PSIm) (des de 1933)
- Països Baixos - Partit Socialista Independent (Països Baixos) (OSP) (des de 1932 fins a 1935, fundador del RSAP)
- Països Baixos - Lliga dels Socialistes Revolucionaris (BRS) (des de 1936 a 1938)
- Països Baixos - Partit Socialista Revolucionari (Països Baixos) (RSP) (des de 1933 a 1935, fundador del RSAP)
- Països Baixos - Partit Revolucionari Socialista (Països Baixos) (RSAP) (1935)
- Noruega - Partit Laborista (DNA) (des de 1932 a 1935)
- Noruega - Mot Dag (des de 1933 a 1936)
- Palestina - Poalé Tsiyyon (des de 1937)
- Palestina - Ha-Xomer ha-Tsaïr (des de 1936)
- Polònia - Bund (des de 1932)
- Polònia - Partit Socialista Obrer Independent (Polònia) (NSPP) (des de 1932 a 1936)
- Romania - Partit Socialista Obrer Independent (Romania)) (PSI) (1933, fundador del PSU)
- Romania - Partit Socialista Unificat (Romania) (PSU) (des de 1933 a 1936)
- Espanya - Partit Obrer d'Unificació Marxista (POUM) (des de 1933))
- Suècia - Partit Socialista (Suècia) (SSP) (des de 1933 a 1938)
- Regne Unit - Partit Laborista Independent (ILP) (des de 1932)
- Regne Unit - Partit Socialista Revolucionari (RSP) (des de 1936 a 1938)
- Estats Units - Independent Labor League of America (ILLA) (des de 1939)
- Estats Units - League for a Revolutionary Workers Party
- USSR - Social-Revolucionaris d'esquerra (des de 1933 a 1938)
- Oposició Comunista Internacional